# Paulo Isidoro (football, 1973)
Pour les articles homonymes, voir Paulo Isidoro.
Alex Sandro Santana de Oliveira, plus connu sous le nom de Paulo Isidoro, est un footballeur brésilien né le 30 octobre 1973. Il évolue au poste d'attaquant.
Son surnom lui vient de sa ressemblance avec Paulo Isidoro, un footballeur international brésilien.